# 矿山街道
矿山街道，是中华人民共和国河南省郑州市上街区下辖的一个乡镇级行政单位。

## 行政区划
矿山街道下辖以下地区：
工人村社区。